# Monique Mead
Monique Danielle Mead (Newnan, 15 giugno 1991) è una pallavolista statunitense.
Gioca nel ruolo di schiacciatrice ed opposto.

## Carriera
La carriera di Monique Mead inizia a livello universitario nella Georgia Institute of Technology, con cui prende parte al Division I NCAA dall'edizione 2009 all'edizione 2012. Nella stagione 2013 inizia la carriera professionistica con le Gigantes de Carolina, nella Liga Superior portoricana. Nella stagione 2013-14 firma per il Telekom Bakı Voleybol Klubu, squadra della Superliqa azera.